# Raimundo Bogéa
Raimundo Rodrigues Bogéa (Grajaú 24 de outubro de 1918) é um advogado e político brasileiro que foi deputado federal pelo Maranhão.

## Biografia
Filho de Pedro Fernandes Bogéa e Antônia Rodrigues Bogéa. Advogado diplomado pela Universidade Federal do Maranhão em 1959, fora eleito deputado estadual pelo PST em 1950, pelas Oposições Coligadas em 1958 e pelo PSD em 1962. Após a vitória do Regime Militar de 1964 foi eleito deputado federal pela ARENA em 1966, mas abandonou a política ao fim do mandato. Primo de Antenor Bogéa, chegou a residir em Goiás antes de regressar ao Maranhão em 1973.